# Orbital
Orbital je britanski elektronski duo iz mesta Sevenoaks, Engleska, a čine ga braća Phill i Paul Hartnoll. Njihova karijera je prvobitno trajala od 1989. do 2004. godine, ali su 2008. objavili da će se ponovo sastaviti i nastupati na festivalu “The Big Chill”, ali da će imati i druge nastupe tokom 2009. Bend je preuzeo ime od londonskog auto-puta M25, koji okružuje ceo London, sem carinskog dela, “Dartford Crossing”, gde prelazi preko reke Temze do istočnog dela Londona. Taj put je bio od centralnog značaja tokom ranih početaka rejv scene i žurki koje su se zasnivale na podžanru haus muzike i esid hausa. Tokom devedesetih godina „Orbital“ je dobijao dobre kritike i bio je komercijalno uspešan, a poznat prvenstveno po svojim improvizacijama tokom izvođenja uživo i jedinstvenošću tehno nastupa. Početni uticaj na njih imao je elektro i pank rok.

## Počeci 1989—1997
Godine 1989. snimili su pesmu "Chime" na očevom kasetofonu, koju su izdali za izdavačku kuću Oh Zone Records u decembru te godine, a zatim ponovo izdali za izdavačku kuću FFRR Records par meseci kasnije. Pesma je postala rejv himna, dostigavši 17. mesto na UK listama i obezbedila im pojavljivanje na Top Of The Pops, britanskom muzičkom televizijskom programu. Nekoliko singlova i EP koji su usledili doneli su im prvi istoimeni album 1991, koji je sadržavao kolekciju pesama snimljenih u različitim periodima.
EP "Radiccio" nije dostigao veliku slavu, ali je posedovao jednu od njihovih najpopularnijih pesama, "Halcyon", koja sadrži unazad puštan sempl pesme "It's a Fine Day" Kirsty Hawkshaw i benda Opus III. Na tom albumu našla se i pesma "The Naked and the Dead" koja je na sličan način bazirana na numeri Jacques Brel-a “Next”, a koju je izvodio Scott Walker. Halcyon je inače posvećena majci braće Hartnoll koja je bila zavisna od leka za smirenje zvanog Halcion (Triazolam) tokom mnogo godina.
Popularnost im je rapidno rasla sa drugim albumom “Orbital 2” 1993. Album je kompleksne građe i aranžmana, a započinje dvominutnom pesmom "Time Becomes", koja se sastoji od dva ‘demelodirana’ sempla izjave Michael Dom-a, "...where time becomes a loop" iz TV serije Zvezdane staze: Sledeća generacija, istovremeno kroz dva kanala. Isti sempl korisćen je za uvodnu numeru prethodnog albuma “The Mobius”. Ova audio dosetka imala je za cilj da slušaoce uveri da su kupili pogrešno snimljen disk (Orbital 1 spakovan kao Orbital 2). Orbital 2 dostigao je 28. mesto na VB listi albuma i tamo ostao 15 nedelja. Na ovom albumu “Halcyon“ je remiksovan kao “Halcyon +On +On”. Verziju ove pesme bend je puštao uživo pripojenu sa različitim semplovima iz numera kao što su "You Give Love a Bad Name" - Bon Džovija; "Heaven Is a Place on Earth" - Belinda Carlisle, i najskorašnjiju numeru "I Believe in a Thing Called Love" benda The Darkness.
Prva dva albuma uobičajeno su nazivana The Green Album (zeleni album) i The Brown Album (braon album), zbog boja sa omota albuma.
Orbital je dobio Vibes Best Dance Act nagradu magazina NME početkom 1994 godine, ali nastup na Glastonbury Festivalu 25.juna iste godine doneo im je najveću pažnju. Q magazin Архивирано на веб-сајту  (30. октобар 2009) klasicirao je nastup kao jedan od 50 vrhunskih nastupa svih vremena i 2002 godine uključio Orbital u svoju "50 Bands to See Before You Die" listu. Orbital je elektronskoj muzici pridodao element improvizacije i bio je jedan od par elektronskih izvođača koji su pozvani na festival Woodstock '94.
Treći album, "Snivilisation", izdat je u avgustu 1994. godine. Alison Goldfrapp obezbedila je vokale za nekoliko pesama, uključujući singl "Are We Here?" Ova numera uključuje sempl pesme "Man at C&A" benda The Specials. Među remiksima načla se i pesma "Criminal Justice Bill?", kao referenca za tada novodoneseni zakon koji je doneo određeni broj promena dotadašnjeg zakona vezanog za restrikcije i kazne za antisocijalno ponašanje, zakon o krivičnom pravu i javnom redu(Criminal Justice and Public Order Act 1994). Delimična svrha tog zakona bila je da primiri revj scenu iz koje se Orbital rodio. Druga numera sa vokalima Goldfrapp-ove, "Sad But True", remiksovana je za “Times Fly” EP i to je bilo bendovo jedino izdanje u 1995 godini.
Singl “The Box” objavljen je u aprilu 1996 godine i dostigao 11 mesto u UK, a album na kojem se singl nalazi, “In Sides”, izasao je u maju 1996 godine. “In Sides” je od tada postao jedan od njihovih najcenjenijih radova. Kao i na prethodnom albumu, provlači se tema ekoloske propasti i socijalno nezadovoljstvo.
Sledeće godine dali su svoj doprinos soundtrack-u filmova “The Saint” i “Event Horizon”, a uživo verzija numere “Satan” i obrada teme filma “The Saint” nasle su se na trećem mestu u UK. Pesma "Out There Somewhere (Part 2)" sa "In Sides" albuma uključena je u dugoočekivano izdanje serije igrica Test Drive 4.

## Kasniji albumi 1998—2004
1998 godine vratili su se u studio da snime peti album, “The Middle Of Nowhere”, objavljen sledeće godine sa Alison Goldfrapp ponovo kao vokalom. 2000 godine za film “The Beach” izbačen je singl “Beached” na kojem su braća umiksovala svoj stil sa melodijom američkog kompozitora Angelo Badalamenti –a, zajedno sa tekstom iz filma koji izgovara Leonardo DiCaprio.
Šesti album, "The Altogether", objavljen 2001 godine, sadržao je vokale pevača David Gray-a, kuma braće Hartnoll, semplove rock’n’roll pevača Ian Dury-a, kao i verzije teme naucnofantasticnog programa “Doctor Who”. To im je bio poslednji album izdat za FFRR Records. Sledeće godine izdali su kompilaciju “Works 1989-2002”.
Bend se raspao 2004 godine. Odsvirali su finalnu seriju nastupa tokom juna i jula 2004 godine na Glastonbury Festivalu, T in the Parkfestivalu u Skotskoj, Oxegen festivalu u Irskoj i Wire festivalu u Japanu, završavajući sa nastupom u Maida Vale Studios u Londonu 28.jula 2004 godine.
Izdali su sedmi i poslednji album, “Blue Album”. Album je uključivao bend Sparks (numera “Acid Pants”) i vokalistkinju sastava Dead Can Dance, Lissa Gerrard (singl “One Perfect Sunrise”)

## Nakon razilaženja
Paul Hartnoll nastavlja da snima muziku pod vlastitim imenom i izbacuje solo album "The Ideal Condition" za ACP Records kompaniju u junu 2007 godine. Na albumu se nasla i jedna numera za Wipeout Pure video igricu za sjajni PlayStation Portable.
Tog juna 2007 godine braća izdaju CD/DVD kompilaciju “Orbital: Live at Glastonbury 1994-2004” koja sadrži više od 2h muzike snimljene tokom njihovih brojnih nastupa nastupa na festivalu.
Nakon toga brat Phill oformio je novi elektronski duo Long Range sa Nick Smith-om. Njihov debi album "Madness and Me", izdat je pod njihovom vlastitom izdavackom kucom Long Range Recordings šestog avgusta 2007 godine. Kao Long Range potpisali su za kompaniju Angel Artists, koja je takođe zastupala Dave Ball (Soft Cell), The Grid, Paul Dakeyne i Icehouse Project.
21.novembra.2008 godine Orbital objavljuje da ce nastupati zajedno na svirci zvanoj "20 years after Chime" na The Big Chill festivalu Архивирано на веб-сајту  (17. мај 2008) naredne godine. Juna 2009 godine Orbital je bio vodeći izvođač Rockness festivala u Škotskoj.
Još u januaru 2009 godine najavljeni su datumi za seriju nastupa po Mancesteru i Londonu.Za septembar iste godine, povodom proslave 20 godina postojanja, sto je izazvalo dosta pozitivnih kritika.
U aprilu 2009 godine najavljen je nastup na The Electric Picnic festivalu takođe u septembru iste godine.
16.juna.2009 godine Orbital je izbacio 2-CD kompilaciju nazvanu jednostavno “20”. Kolekcija pokriva 20 godina od njihovog najveceg singla "Chime" I sadrzi 20 pesama.

## Politički komentari
Orbital u svoj rad uklapa politicke i ekoloske implikacije. Pesma “Forever” sa trećeg albuma sadrži govor glumca Graham Crowden-a, iz filma iz 1982, Britannia Hospital, u kojoj glumac govori o dekadenciji čovečanstva.
Numera “You Lot’ sa sedmog albuma sadrži sempl govora protiv genetskog inzenjeringa glumca Christopher Eccleston-a iz TV serije The Second Coming.
Numera "The Girl With The Sun In Her Head" sa albuma “In Sides” iz 1996 godine snimljena je u studiju koji je napajao Grinpisov generator na solarnu energiju, CYRUS.

## Diskografija
| Naziv                                        | Datum izdavanja | UK Albums Chart | U.S. Billboard 200 | U.S. Electronic Albums | U.S. Heat- seekers |
| -------------------------------------------- | --------------- | --------------- | ------------------ | ---------------------- | ------------------ |
| Orbital (aka the Green Album)                | Oct 1991        | 71              | -                  | -                      | -                  |
| Orbital 2 (aka the Brown Album)              | May 1993        | 28              | -                  | -                      | -                  |
| John Peel Session                            | March 1994      | 32              | -                  | -                      | -                  |
| Diversions                                   | May 1994        | -               | -                  | -                      | -                  |
| Snivilisation                                | Aug 1994        | 4               | -                  | -                      | -                  |
| In Sides                                     | May 1996        | 5               | -                  | -                      | 47                 |
| Satan Live (12" Vinyl)                       | Jan 1997        | 48              | -                  | -                      | -                  |
| Event Horizon (OST) with Michael Kamen       | Sep 1997        | 83              | -                  | -                      | -                  |
| The Middle of Nowhere                        | April 1999      | 4               | 191                | -                      | 11                 |
| The Altogether                               | May 2001        | 11              | -                  | 8                      | 24                 |
| Work 1989–2002 (Singles/Rarities Collection) | June 2002       | 36              | -                  | -                      | -                  |
| Octane (OST)                                 | October 2003    | -               | -                  | -                      | -                  |
| Blue Album                                   | June 2004       | 44              | -                  | 9                      | -                  |
| Halcyon (Best of compilation)                | 2005            | -               | -                  | -                      | -                  |
| Orbital: Live at Glastonbury 1994–2004       | June 2007       | 101             | -                  | -                      | -                  |
| Orbital 20                                   | June 2009       | 118             | -                  | -                      | -                  |

### Singlovi/EP
| Title                                                | Year | UK Singles Chart | U.S. Hot 100 | U.S. Club Play |
| ---------------------------------------------------- | ---- | ---------------- | ------------ | -------------- |
| "Chime"                                              | 1990 | 17               | -            | 23             |
| "Omen"                                               | 1990 | 46               | -            | -              |
| "Satan"                                              | 1991 | 31               | -            | -              |
| "Midnight" / "Choice"                                | 1991 | -                | -            | -              |
| Mutations EP                                         | 1992 | 24               | -            | -              |
| Radiccio EP                                          | 1992 | 37               | -            | -              |
| "Halcyon"                                            | 1992 | -                | -            | 33             |
| "Lush"                                               | 1993 | 43               | -            | -              |
| "Are We Here?"                                       | 1994 | 33               | -            | 38             |
| "Belfast/Wasted" (split single with Therapy?)        | 1995 | 53               | -            | -              |
| "Times Fly"                                          | 1995 | -                | -            | -              |
| "The Box"                                            | 1996 | 11               | -            | -              |
| "Satan" (re-recording)                               | 1996 | 3                | -            | -              |
| "The Saint"                                          | 1997 | 3                | 104          | -              |
| "Style"                                              | 1999 | 13               | -            | -              |
| "Nothing Left"                                       | 1999 | 32               | -            | -              |
| "Beached" (In collaboration with Angelo Badalamenti) | 2000 | 36               | -            | -              |
| "Funny Break (One is Enough)"                        | 2001 | 21               | -            | -              |
| "Illuminate" (12" Only)                              | 2001 | -                | -            | -              |
| Rest/Play EP                                         | 2002 | 33               | -            | -              |
| "One Perfect Sunrise" / "You Lot"                    | 2004 | 29               | -            | -              |

## Kompilacije
- The Bedroom Sessions (razni izvođači izabrani od strane Orbital braće, objavljen u aprilu 2002. godine uz primerak časopisa Mixmag,
- Back to Mine (DJ Mix album) (2002).

## Dodatne pesme
- Hackers (1995) Soundtrack Vol.1 • "Halcyon + On + On" (kraća verzija)
- Hackers (1995) Soundtrack Vol.2 • "Speed Freak [Moby Remix]"
- Mortal Kombat (1995) • "Halcyon + On + On"
- Johnny Mnemonic (1995) • "Sad But True"
- Event Horizon (1997)
- The Saint (1997) • "The Saint Theme"
- A Life Less Ordinary (1997) • "The Box" and "Dŵr Budr"
- Spawn (1997) • "Satan" (with Kirk Hammett)
- π (1998) • "P.E.T.R.O.L"
- Human Traffic (1999) • "Belfast" •
- The Beach (2000) • "Beached"
- Groove (2000) • "Halcyon + On + On"
- CKY2K (2001) • "Halcyon + On + On"
- FreQuency (2001) • "Funny Break (One Is Enough)- Weekend Ravers Mix"
- 24 Hour Party People (2002) • "Satan"
- xXx (2002) • "Technologicque Park"
- ER (episode: "Insurrection") • "Frenetic"
- BBC 40th anniversary celebration of Doctor Who (2003) • Doctor Who?
- Keen Eddie (2003)
- Haggard: The Movie (2003) • "Doctor?"
- Mean Girls (2004) • "Halcyon + On + On" (
- It's All Gone Pete Tong • "Frenetic (Short Mix)"
- Wipeout • various
- Forza Motorsport 2 • "Nothing Left"

## Remiksi
- Madonna - Bedtime Story
- Meat Beat Manifesto - Edge of No Control
- Meat Beat Manifesto - Mindstream